# Wealthfront
Wealthfront è un'azienda di servizi di investimenti automatizzati con sede a Palo Alto in California fondata da Andy Rachleff e Dan Carroll nel 2008.
La società ha ricevuto un finanziamento da Benchmark Capital, DAG Ventures, Index Ventures e da The Social+Capital Partnership, ma anche da singoli privati come Marc Andreessen, Ben Horowitz e Jeff Jordan.
A maggio 2020, Wealthfront aveva più di $ 13,5 miliardi di asset in gestione.

## Storia
Wealthfront è stata fondata dal co-fondatore di "Benchmark" Andy Rachleff e Dan Carroll nel 2008 come kaChing, una società di analisi di fondi comuni, prima di dedicarsi alla gestione patrimoniale. Rachleff era il CEO fondatore dell'azienda. Nel dicembre 2012, l'azienda ha avviato la raccolta delle perdite fiscali per conti superiori a $ 100.000.
La società ha iniziato il 2013 con 97 milioni di dollari di asset in gestione ed è cresciuta del 450% in un anno. Nel 2013, Wealthfront ha introdotto "l'indicizzazione diretta", una piattaforma di raccolta delle perdite fiscali che acquista i singoli titoli di un portafoglio di investimenti. Tra gennaio 2014 e ottobre 2016, Adam Nash è stato CEO di Wealthfront. Il fondatore Andy Rachleff ha ripreso il ruolo nel 2016.
Nel dicembre 2014, Wealthfront aveva più di 1,7 miliardi di dollari di asset sotto gestione.
Nel 2016, Wealthfront ha avviato una partnership con lo stato del Nevada per lanciare un piano (529-plan) di risparmio universitario e agevolazioni fiscali. L'anno precedente, il Nevada ha approvato un nuovo credito d'imposta per i datori di lavoro che forniscono l'abbinamento dei fondi ai dipendenti che partecipano ai 529-plan, dei programmi di risparmio. Andy Rachleff è attualmente presidente esecutivo e amministratore delegato. Nel gennaio 2018, Wealthfront ha lanciato lo strumento di pianificazione della proprietà immobiliare per Path.
Nel gennaio 2020, Wealthfront è stata inserita nella lista dei 10 migliori consulenti Robo di Business Insider nel 2020.
Nel gennaio 2022, UBS ha accettato di acquisire Wealthfront per 1,4 miliardi di dollari. L'acquisizione è stata reciprocamente interrotta nel settembre 2022, senza che entrambe le società ne abbiano fornito il motivo. UBS ha annunciato che avrebbe invece investito in una nota di 69,7 milioni di dollari convertibile in azioni di Wealthfront, valutando quest'ultima al prezzo di acquisizione.